# Controversia bangoriana
La controversia bangoriana fue una disputa teológica dentro de la Iglesia de Inglaterra en el siglo XVIII.

## Historia

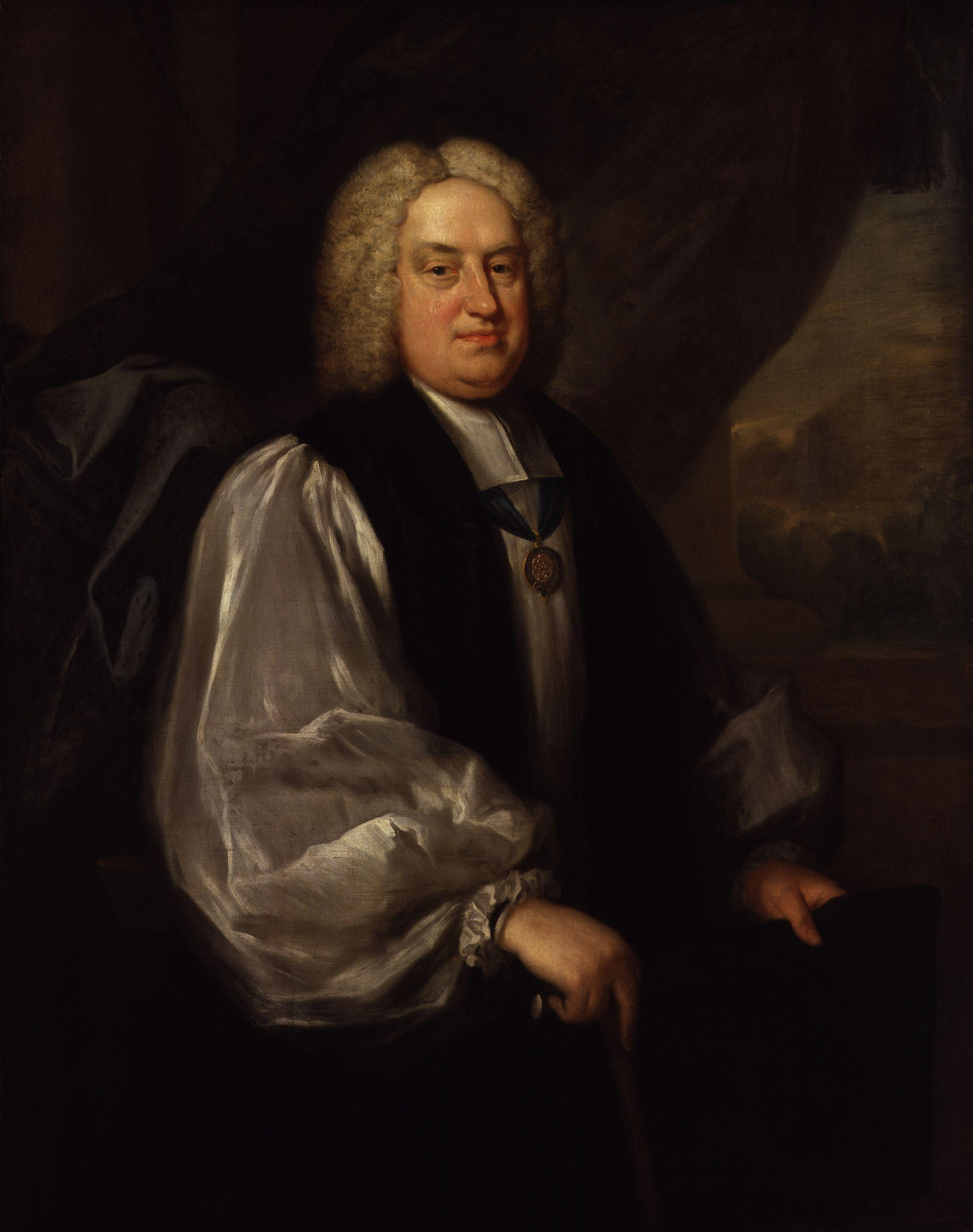
Retrato de Benjamin Hoadly, clérigo inglés, obispo de Bangor, Hereford, Salisbury y Winchester, famoso por iniciar la Controversia bangoriana.

Los orígenes de la controversia están en la publicación póstuma en 1716 de la obra de George Hickes Constitution of the Catholic Church, and the Nature and Consequences of Schism (Constitución de la Iglesia Católica, y la Naturaleza y Consecuencias del Cisma). En él, Hickes, obispo de Thetford, excomulga a todos salvo a los clérigos no jurados. Benjamin Hoadly, el obispo de Bangor, escribió una respuesta titulada, Preservative against the Principles and Practices of Non-Jurors (Conservante contra los Principios y las Prácticas de los no jurados), en la cual su propia posición fue sinceramente propuesta como la única prueba de la verdad. 
Sin embargo, la controversia estalló más visiblemente cuando Hoadly pronunció un sermón el 31 de marzo, de 1717 a Jorge I de Gran Bretaña sobre The Nature of the Kingdom of Christ (La naturaleza del Reino de Cristo). Este sermón fue atacado por autores como William Law y Thomas Sherlock, defendiendo la política de la iglesia. Hoadly contestó a Thomas Sherlock, Andrew Snape y Francis Hare, los cuales, junto a otro oponente, Robert Moss, fueron privados de sus capellanías reales por el rey. Hoadly, sin embargo, no intentó contestar a William Law.
En mayo de 1717, la Convocación nombró un comité para que estudiase el sermón. Cuando la conclusión fue una sanción sinodal contra Hoadly, el rey disolvió la convocación, que no volvió a reunirse en 130 años.
Las posiciones enfrentadas eran las de, por un lado, la visión de Dios nombrando al rey y a los obispos como líderes, imbuyéndolos de una gracia divina especial para ser cabeza de la Iglesia de Inglaterra, de forma que el rey no era un mero líder secular sino también un primado religioso. Era la visión aristocrática y tory. La otra perspectivas era la de quienes consideraban que el poder emanaba del pueblo hacia sus líderes, y que éstos no eran intrínsecamente mejores que aquellos a quienes dirigían, y que Dios ofrece la revelación libremente; esta era la perspectiva de los whigs, los puritanos y los independientes (baptistas, cuáqueros).
Jorge I favoreció la postura whig, no por abandonar prerrogativas reales, sino para romper con el poder de la aristocracia y la Cámara de los Lores. Un obstáculo de todos los reyes de Inglaterra es la presencia de obispos entre los Lores. Un rey puede nombrar pares, pero es más difícil meter y sacar obispos de entre los Lores.